# 小胖子坐门墩
小胖子 坐门墩（也有版本为「小小子 坐门墩」）是一段從中華民國大陸時期就在中國東北流传的一首经典儿歌，这段民谣流行于20世纪的中期和末期。在如今，祖父母或父母辈也时常哼唱这首民谣哄逗孩子。

## 歌词
小胖子 坐门墩
小胖子儿 坐门墩儿
哭着喊着要媳妇儿
要媳妇 干嘛呀
点灯说话儿
吹灯作伴儿
早上起来梳小辫